# تیم ملی بسکتبال زنان ایرلند
تیم ملی بسکتبال زنان ایرلند، نماینده ایرلند در سابقات بین‌المللی بسکتبال زنان است.